# Röttjärnen, Medelpad
Röttjärnen är en sjö i Ånge kommun i Medelpad och ingår i Ljungans huvudavrinningsområde. Sjön har en area på 0,0167 kvadratkilometer och ligger 315 meter över havet.